# Automolis opobensis
Automolis opobensis là một loài bướm đêm thuộc phân họ Arctiinae, họ Erebidae.